# Contraaguja

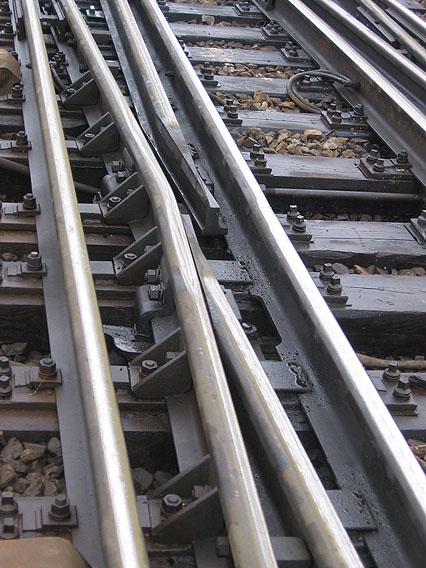
Contrarriel de aguja en un cambio doble.

En vías férreas, se denomina contraaguja o contrarriel de aguja al riel contra el cual se adosa la aguja de un cruzamiento o cambio de vía. Está formada por un riel de perfil normal al cual se le perfora en el alma una serie de orificios para afirmar las sillas de cambio, los talones de las agujas, los tirantes, etc. Para permitir un mayor ajuste de las agujas, especialmente en el caso de las agujas de perfiles especiales, se les cepilla parte de la cabeza y de la zapata. También tienen una especial importancia al soportar cargas laterales al paso del tren, tanto cuando la aguja está acoplada como cuando no lo está, por tener el patín recortado, y su estabilidad reducida, pudiendo producirse el vuelco del riel con más facilidad.
Otra característica importante de la contraaguja es la influencia que tiene sobre la dinámica de los desvíos. Cuando un eje aborda el cambio de un desvío ferroviario, dado por vía directa, el punto de contacto rueda-contraaguja curva se desplaza hacia el exterior de la rueda por la presencia de la aguja recta, e incluso un impacto de la pestaña con la aguja recta. Este desplazamiento del punto de contacto provoca en el eje un movimiento perturbador que puede llegar a agotar el juego de vía, solicitando lateralmente la aguja recta en una zona de longitud variable, con las consiguientes mermas en la comodidad de los viajeros y en la vida útil del desvío y del material rodante. Para solucionar este desgaste en las agujas y otros inconvenientes se suele acudir a modificar la contraaguja de dos diferentes maneras:
- Solución tipo Fakop, basada en inducir un movimiento opuesto al ataque de la aguja recta por el eje. Este movimiento se consigue ampliando la distancia entre los carriles, curvando localmente la aguja recta.
- Solución tipo Cafersan, consistente en mecanizar la tabla de rodadura de la contraaguja, consiguiendo una rodadura más fácil.